# Charlotte Helfrich-Förster
Charlotte Helfrich-Förster (* 30. August 1957 in Heilbronn-Sontheim) ist eine deutsche Zoologin und Neurobiologin sowie Universitätsprofessorin an der Universität Würzburg. Förster ist besonders bekannt für ihre Forschungen zur Funktionsweise der inneren Uhr bei Insekten.

## Leben
Charlotte Helfrich-Förster studierte ab 1976 Biologie an der Universität Stuttgart und der Universität Tübingen.  Sie schloss 1981 mit dem Diplom ab und promovierte 1985 zum Thema Untersuchungen über das circadiane System von Fliegen. Als Post-Doktorandin war sie ab 1994 am Max-Planck-Institut für Biologische Kybernetik in Tübingen. 2000 habilitierte sie sich in Zoologie und wurde 2001 Vertretungsprofessorin und dann Professorin für Zoologie an der Universität Regensburg. Seit 2009 ist sie Inhaberin des Lehrstuhls für Neurobiologie und Genetik an der Universität Würzburg. 2012 etablierte sie dort den DFG-Sonderforschungsbereich Insect timing: mechanisms, plasticity and interactions.

## Wissenschaftlicher Beitrag
Försters Hauptinteresse ist es, die Funktionsweise von inneren Uhren auf molekularer und neuronaler Ebene zu verstehen sowie aufzuklären wie innere Uhren auf die zyklischen Änderungen der Umwelt synchronisiert werden und wie sie Verhalten steuern. Da die Funktion von inneren Uhren im Tierreich stark konserviert ist, eignet sich die Taufliege Drosophila melanogaster aufgrund ihrer genetischen Zugänglichkeit am besten dazu die meisten dieser Fragen zu untersuchen. Es gelang Förster das neuronale Uhr-Netzwerk im Gehirn der Taufliege im Detail aufzuklären. Weiterhin konnte Förster zeigen, dass spezielle neuropeptiderge Neurone dieses Uhr-Netzwerks für die rhythmische Aktivität der Fliege von besonderer Bedeutung sind. Dabei handelt es sich um Neurone, die das Neuropeptid „Pigment-Dispersing Factor“ (PDF) exprimieren. Die PDF Neurone sind essentiell zur Erhaltung rhythmischer Aktivität in Abwesenheit externer Zeitgeber wie Licht- und Temperaturzyklen. Im normalen 24-Stunden-Tag sind die PDF Neurone wichtig für eine normale Morgenaktivität und bestimmen gleichzeitig den Zeitpunkt der Abendaktivität der Tiere. Essentiell für die Abendaktivität per se sind aber andere Uhr-Neuronen, u. a. solche die das Neuropeptid „Ion Transport Peptide“ (ITP) exprimieren. Zusammen mit Ergebnissen anderer Arbeitsgruppen führten Charlotte Helfrich-Försters Untersuchungen zu einem allgemein gültigen Modell der Aktivitätskontrolle durch Morgen- und Abendoszillatoren.
Försters zweiter wissenschaftlicher Schwerpunkt liegt in der Aufklärung der Synchronisation der inneren Uhr durch externe Zeitgeber, insbesondere durch Licht-Dunkel Zyklen. Sie konnte bereits in ihrer Doktorarbeit zeigen, dass sich die Aktivitätsrhythmik von augenlosen Taufliegen noch auf Licht-Dunkel-Zyklen synchronisieren lässt, was für die Existenz von extraocularen Fotorezeptoren spricht. Solche wurden in Form eines extraretinalen Äugleins und in Form des Blaulichtpigments Cryptochrom auch gefunden. In zahlreichen Arbeiten und in nationaler und internationaler Zusammenarbeit mit vielen Wissenschaftlern klärte Förster die Bedeutung und Rolle aller Photorezeptororgane und Photopigmente der Taufliege für die Synchronisation der Taufliege weitgehend auf. Noch unbekannt ist die Rolle eines siebten Rhodopsins, Rh7, aber es mehren sich die Hinweise, dass auch dieses an der Synchronisation der inneren Uhr auf Licht beteiligt ist. Ebenso ist unklar, warum die Fliege so viele Photorezeptoren für die innere Uhr braucht. Möglicherweise hängt dies damit zusammen, dass die spektralen Veränderungen während der Dämmerung, die die exakteste Zeitbestimmung ermöglichen, wahrgenommen werden müssen. Ganz ähnliche Mechanismen wurden auch für Säugetiere angedacht. Unter den verschiedenen Photopigmenten ist Cryptochrom besonders interessant, da es zusätzlich zur Lichtperzeption auch als Magnetrezeptor zu wirken scheint.
In vergleichenden Studien untersucht Förster zusammen mit ihrer Forschergruppe auch das neuronale Netzwerk der inneren Uhr von anderen Insekten, insbesondere das von nördlichen Drosophila-Arten. Diese Fliegen sind besonders interessant, da sie völlig anderen Umweltbedingungen ausgesetzt sind als die südlichen Arten und sich sowohl in Aktivitätsmuster als auch im neuronalen Uhr-Netzwerk von Drosophila melanogaster unterscheiden. Dies spricht dafür, dass sich die innere Uhr evolutiv an die Umwelt angepasst hat.

## Forschungsprojekte (Auswahl)
Ihre Forschung betreibt Förster auch mit Hilfe von Drittmitteln.
- Im Rahmen des von 2012 bis 31. März 2017 EU-geförderten Projektes „FP7-People-2012-ITN: INsecTIME“ untersucht sie die photoperiodische Kontrolle der Diapause bei verschiedenen Organismen (Feuerwanze, Olivenfliege, Drosophila melanogaster, Drosophila melanogaster, Drosophila ezoana und Chymomyza costata (Fliegenlarven)).[36] Die rechtzeitige Anpassung an den kommenden Winter ist für alle Tiere lebenswichtig – fangen sie zu spät an, Fettreserven einzulagern und die Fortpflanzung einzustellen, werden sie und ihre Nachkommen den Winter kaum überleben. Die fallenden Temperaturen im Herbst sind nur bedingt dazu geeignet den Winter vorauszuahnen, da auch im Sommer kalte Tage auftreten und der Herbst in manchen Jahren recht warm ausfällt. Ein zuverlässiger Indikator für den bevorstehenden Winter ist die abnehmende Tageslänge (Photoperiode). Insekten beginnen in der Regel mit dem Überwintern, wenn die Photoperiode unter einen kritischen Wert fällt und die Temperaturen niedrig sind.[37] Gemeinhin wird angenommen, dass die circadiane Uhr für die Messung der Tageslänge zuständig ist, aber die Art und Weise, wie das passiert, ist größtenteils unbekannt. Weiterhin ist unklar wie die Tageslängeninformation an die hormonellen Zentren im Gehirn weitergegeben wird, die letztendlich die Diapause auslösen.
- Von der DFG gefördert wird von 1. Januar 2013 bis 31. Dezember 2016 der Sonderforschungsbereich 1047 Insect timing: mechanisms, plasticity and interactions.[3] Hier ist Förster mit zwei eigenen Projekten beteiligt. Das erste Teilprojekt beschäftigt sich mit den circadianen Uhrnetzwerken ausgewählter Insekten.[38] Eine wichtige Voraussetzung zum Verständnis des täglichen “Timing” von Insekten ist die funktionelle Charakterisierung des neuronalen Uhrennetzwerks im Gehirn. Förster trägt zu diesem Verständnis bei, indem sie nicht nur das Uhrennetzwerk von verschiedenen Drosophila-Arten mit sequenzierten Genomen und mit unterschiedlichen Lebensräumen aufklärt, sondern in Zusammenarbeit mit anderen Forschern auch das von sozialen Insekten wie Bienen und Ameisen. Bienen und Ameisen haben ein ausgeprägtes Zeitgedächtnis und sind zur Sonnenkompassorientierung fähig. Dafür brauchen sie eine innere Uhr, die mit den neuronalen Strukturen, die für Lernen und Gedächtnis sowie der Navigation im Raum zuständig sind. Im zweiten Teilprojekt geht es um die Rolle von Fotorezeptoren für die Synchronisation der inneren Uhr von Drosophila und anderen Insekten auf natürliche Bedingungen.[39]

## Publikationen
- Publikationsliste Research Gate

## Ehrungen und Auszeichnungen
- 2021: Aufnahme als Mitglied in die Nationale Akademie der Wissenschaften Leopoldina[40]
- 2014: Karl-Ritter-von-Frisch-Medaille[41]
- 2012: Chaire Joliot at the Laboratoire de Neurobiologie, ESPCI ParisTech
- 2011: Ariens-Kappers Medallion der „European Biological Rhythms Society“
- 2008: SRBR Member (Society of Biological Rhythm Research) at Large[42]
- 2005: Aschoff-Honma Preis der japanischen Stiftung „Honma Foundation of Life Science“ in Anerkennung eines herausragenden Beitrags auf dem Wissenschaftsgebiet Biologische Rhythmik
- 2003: Verleihung des Aschoff’s Ruler-Preis
- 2000: Forschungsstipendium der Deutschen Forschungsgemeinschaft
- 1998: Margarete von Wrangell Habilitationsstipendium
- 1996: Forschungsstipendium der Deutschen Forschungsgemeinschaft
- 1986: Attempto-Preis der Universität Tübingen für neurobiologische Forschung